# オルベリー (ニューサウスウェールズ州)
オルベリー（Albury、[ˈɔːlbəri])は、オーストラリアのニューサウスウェールズ州南部の都市。人口は4万7974人（2016年）
シドニーから南西に550km、メルボルンから北東に312kmに位置する。
ビクトリア州との境であるマレー川が南を流れる。川の対岸はビクトリア州の都市ウォドンガ（人口3万5130人）で、双子都市オルベリー・ウォドンガを形成する。

## 教育
- チャールズ・スタート大学キャンパス
- Riverina Institute,  TAFE
- 公立初等学校（7校）、高等学校（3校）、数校の私立学校が運営されている。

## ギャラリー

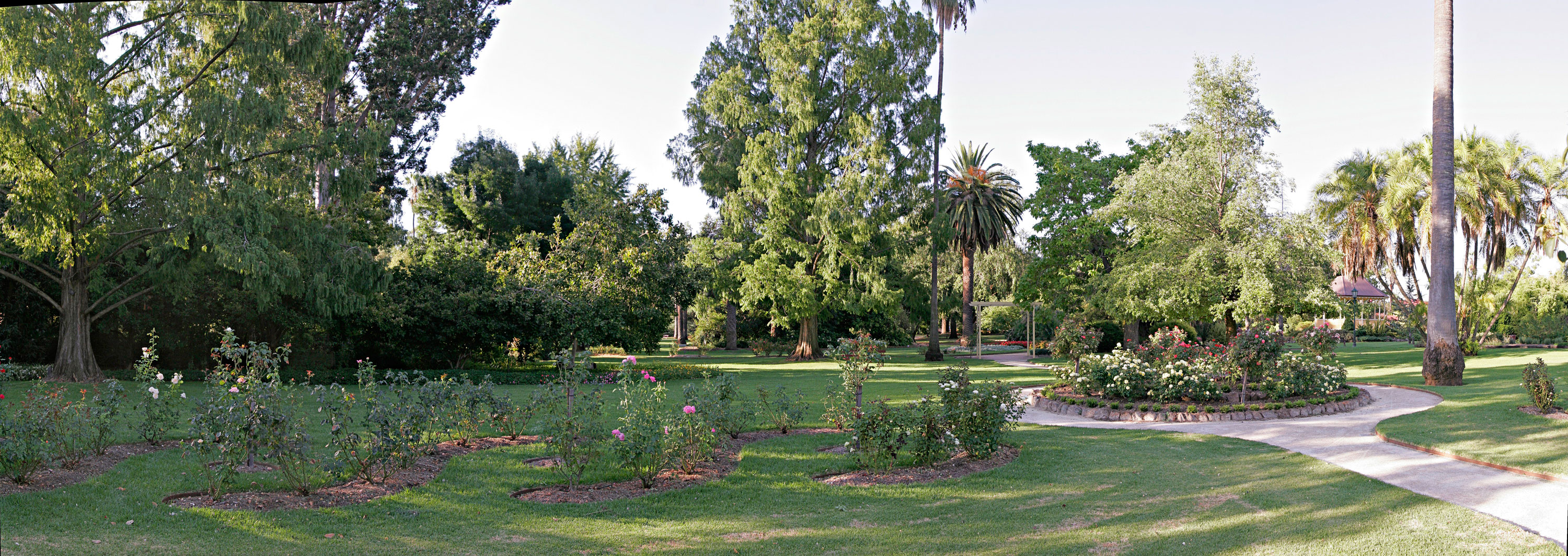
オルベリー植物園
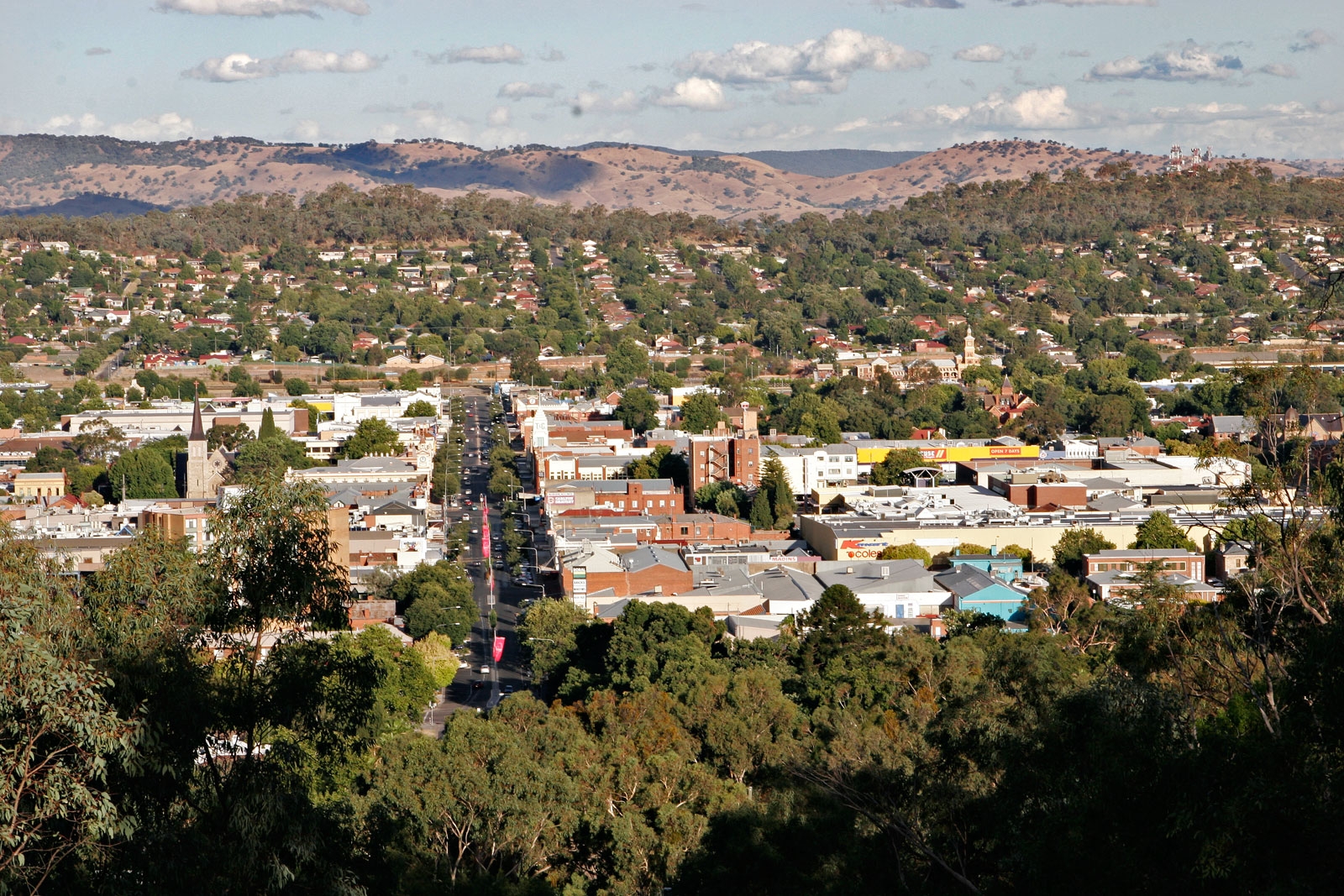
戦没者記念碑からの風景
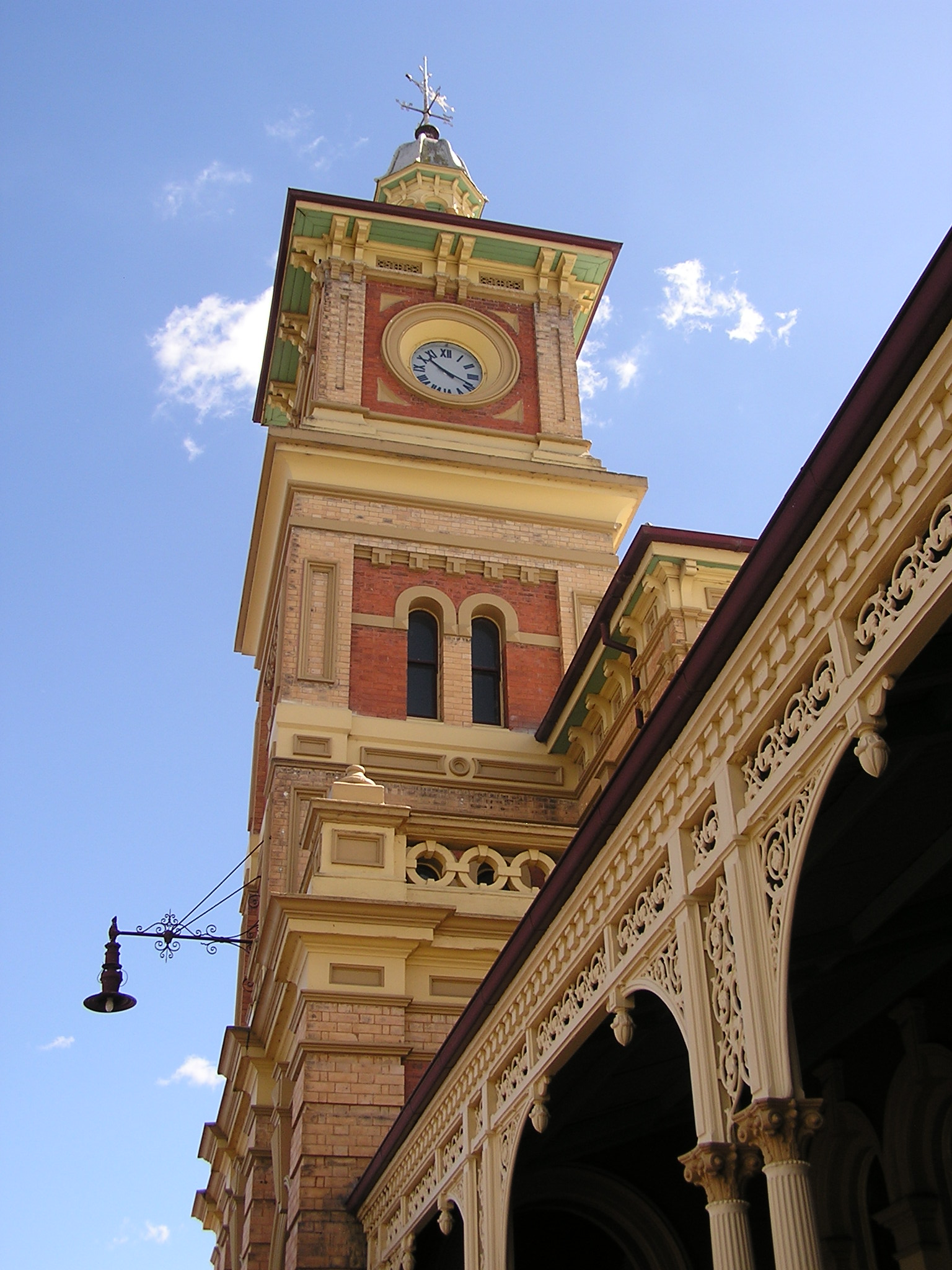
オルベリー鉄道駅（1881年設立）
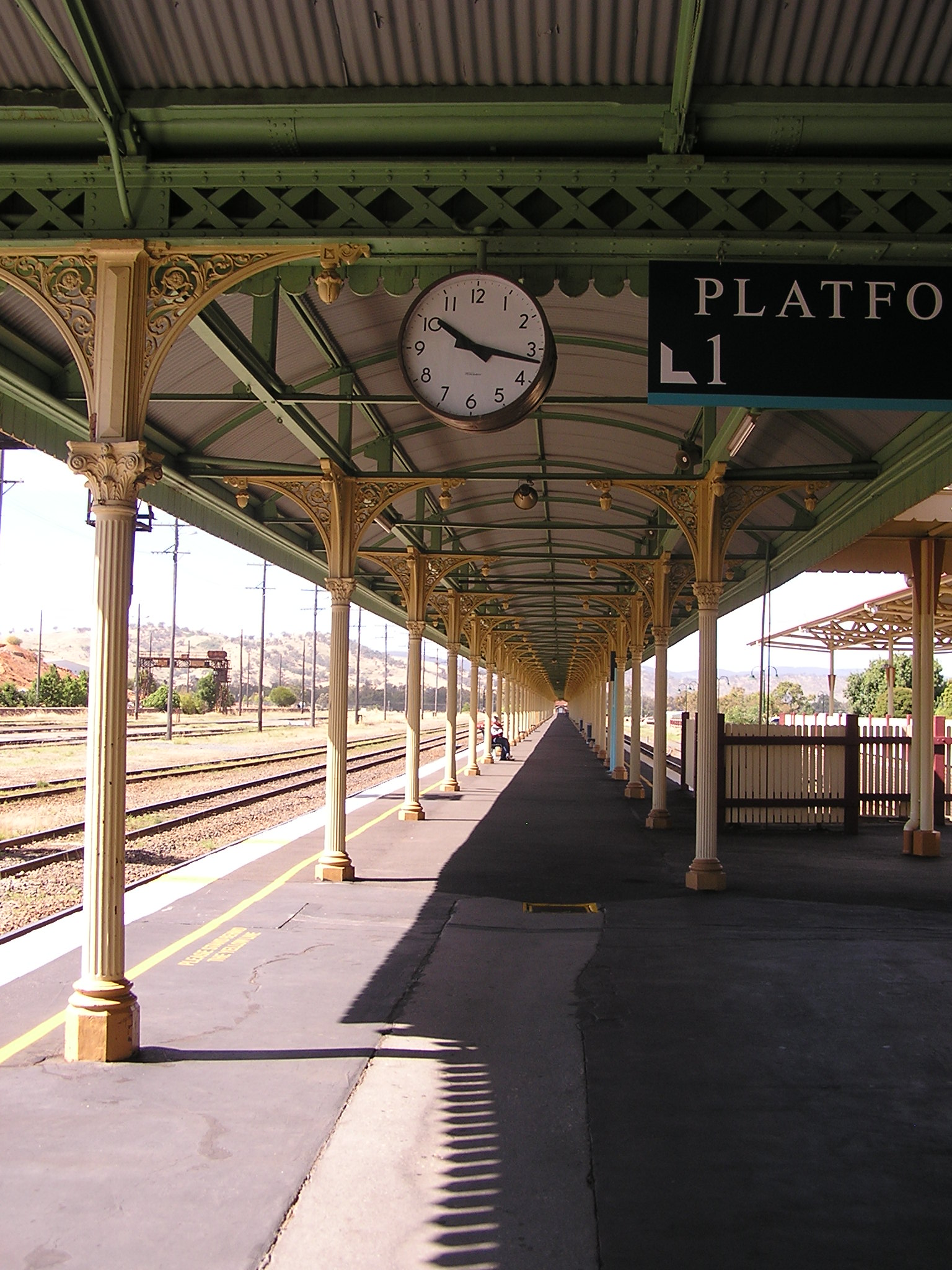
オルベリー駅のプラットフォーム
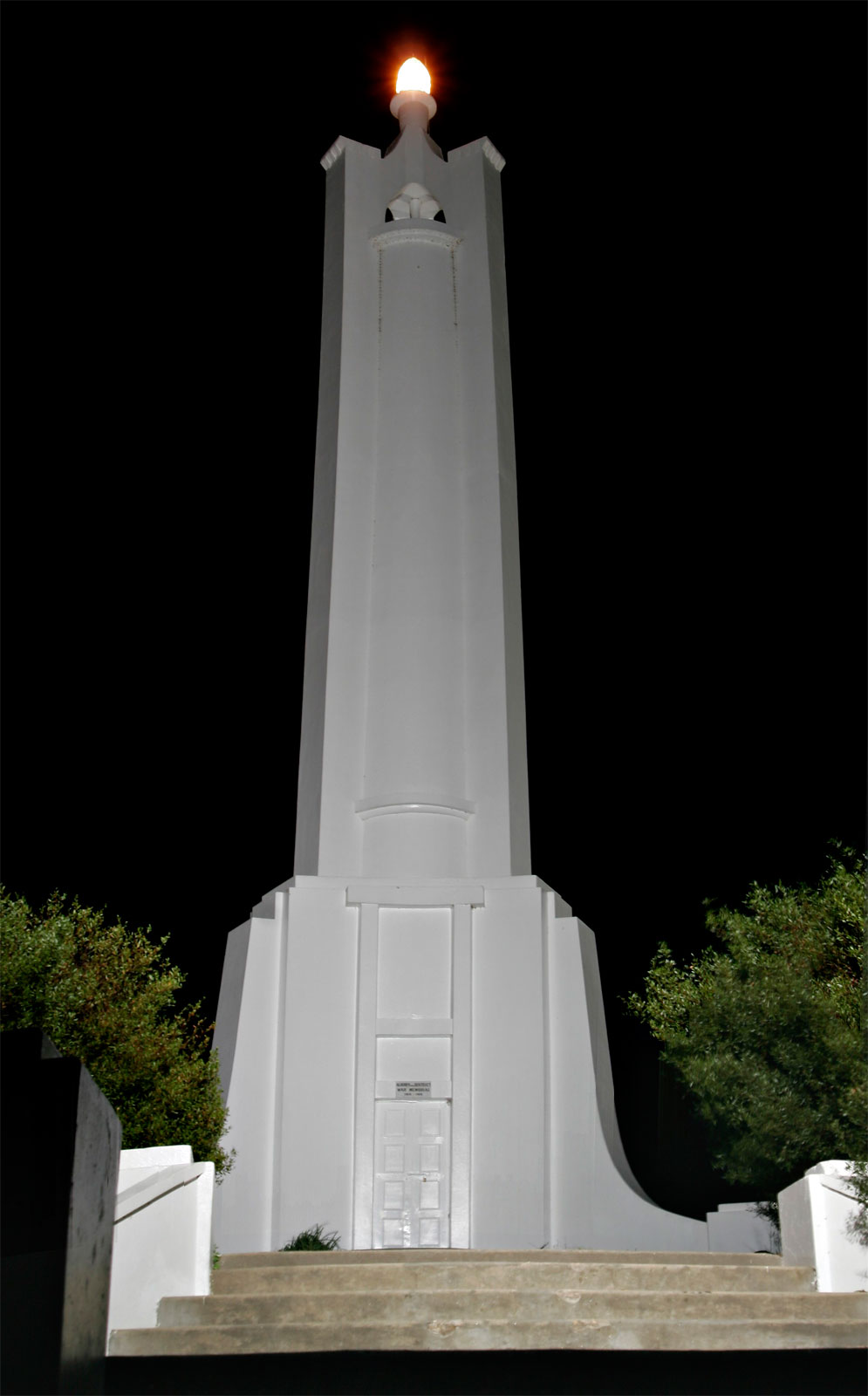
オルベリー戦没者記念碑